# 安東尼·戴維森
安东尼·戴维森（Anthony Davidson，1979年4月18日—），前英國籍一級方程式車手。2013赛季成为梅赛德斯车队的试车手。

## 早期职业生涯
一如不少車手，戴維森於1987年開始駕駛卡丁車，曾參加多個英國、歐洲及北美多個錦標賽。1999年開始參加福特方程式，翌年贏得邁凱輪的2000年度青年車手獎。2001年他曾參加歐洲和英國的三級方程式錦標賽，分別奪得冠軍和殿軍。

## F1

### 2002~2006
2002年開始駕駛F1，加入了米納爾迪車隊，曾出戰匈牙利站和比利時站賽事，兩場比賽均中途退出。
2003~2005年一直担任英美车队的试车手。2005年马来西亚大奖赛上曾代替佐藤琢磨参加正式比赛，但只跑了两圈就退出比赛了。
2006年英美车队改为本田车队，继续担任试车手。

## 2007~2008:超级亚久里
2006年11月15日，超级亚久里车队确认佐藤琢磨和安东尼·戴维森将为该车队参加2007年世界一级方程式锦标赛。在2007年加拿大大奖赛上，他原本处于第3的位置，但不幸撞上土拨鼠，名次下滑至11位。全年没有获得积分。
2008年戴维森继续为超级亚久里参加比赛。但由于财政问题，超级亚久里仅参加了赛季的头4场比赛就不得不退出F1，戴维森也因此告别车坛。

## 外部連結
- 個人官方網站